# Achyrocline flaccida
Achyrocline flaccida là một loài thực vật có hoa trong họ Cúc. Loài này được (Weinm.) DC. mô tả khoa học đầu tiên năm 1838.